# Entwine
Entwine est un groupe de metal gothique finlandais, originaire de Lahti. Il est originellement formé en 1995 en tant que groupe de death metal par le guitariste et chanteur Tom Mikkola, le batteur Aki Hanttu, et le bassiste Teppo Taipale. En 1997, ils décident de changer le style musical en metal gothique et rock gothique. Le premier album d'Entwine, intitulé Treasures Within Hearts, sort en septembre 1999.

## Biographie

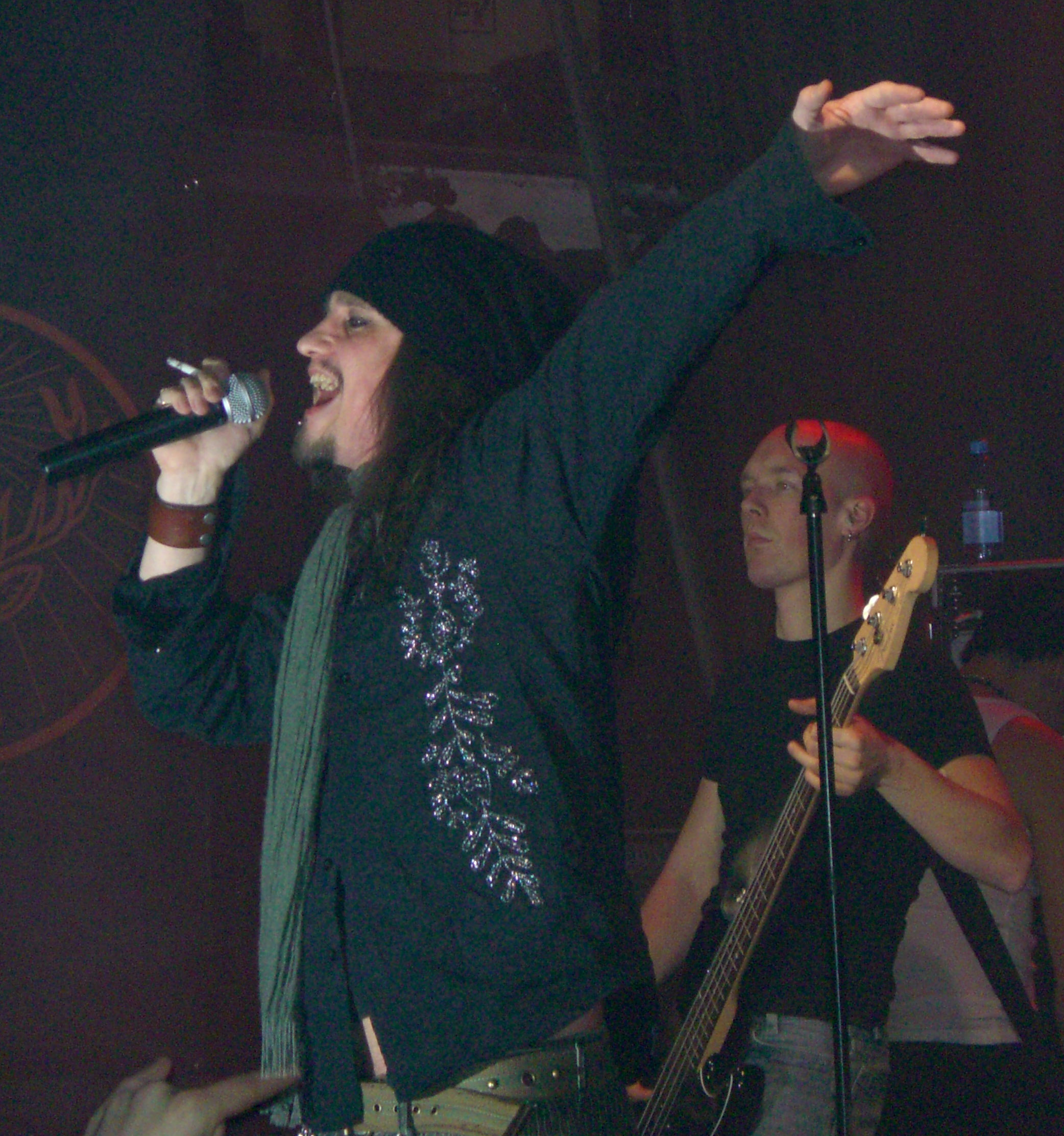
Mika Tauriainen sur scène en 2007.

Entwine est originellement formé en 1995 en tant que groupe de death metal par le guitariste et chanteur Tom Mikkola, le batteur Aki Hanttu, et le bassiste Teppo Taipale. En 1997, ils décident de changer le style musical d'Entwine en metal gothique et rock gothique, et le guitariste et chanteur Panu Willman est recruté très peu après. En décembre 1997, Entwine enregistre sa première démo, appelée Divine Infinity. En février 1998, la chanteuse et claviériste Riitta Heikkonen rejoint le groupe. Le premier album d'Entwine, intitulé Treasures Within Hearts, sort en septembre 1999. En avril 2000, Willman et Taipale quittent le groupe, et ce dernier est remplacé par Joni Miettinen. Le chanteur Mika Tauriainen rentre dans le groupe le mois suivant.
L'album suivant du groupe s'intitule Gone, et est publié en avril 2001. Il est récompensé dans la catégorie de l'« album du mois » par le magazine allemand Metal Hammer, et la chanson New Dawn rentre dans l'une des 10 premières positions des classements de singles finlandais. Jaani Kähkönen rejoint le groupe en tant que guitariste de tournée à la fin de 2001, mais devint vite un membre permanent d'Entwine. Au début de 2002, le groupe enregistre son troisième album, Time of Despair, qui a été produit par Anssi Kippo. Entwine fait ensuite une tournée en Europe avec Theatre of Tragedy et Ram-Zet pour promouvoir leur album. En 2003, Entwine enregistre son quatrième album, diEversity, qui sort en mars 2004. Cet album a montré une évolution du son du groupe, abandonnant quelques-unes des racines gothiques et s'inclinant vers un style plus lourd.
Entwine publie en 2005 un EP contenant cinq pistes, intitulé Sliver. En août 2006, Entwine sort leur cinquième album appelé Fatal Design et fait une tournée en Europe avec le groupe allemand Zeraphine. Le 8 décembre 2006, la claviériste Riitta Heikkonen annonce son départ du groupe en invoquant des raisons personnelles. Aucun remplacement n'est prévu à cette période. En septembre 2007, le groupe se doit d'annuler trois dates de concert en Finlande, après que Mika Tauriainen se soit fait retiré les dents de sagesse. « Ma mâchoire déconne toujours et à cause de l'opération, je ne peux pas ouvrir correctement la bouche », explique-t-il. Le 28 janvier 2009, Entwine sort leur sixième album intitulé Painstained en Finlande, qui est par la suite annoncé pour une sortie britannique le 6 avril via Spinefarm Records. Le 18 avril 2009, leur bus de tournée prend feu et les dégâts sont estimés à 50 000 €.
La compilation Rough n' Stripped est publiée le 23 juin 2010. Le groupe annonce en janvier 2014 les débuts des enregistrements de leur septième album. Le 22 décembre 2014, les morceaux vocaux sont terminés. En août 2015, ils annoncent la publication de Chaotic Nation pour le 2 octobre la même année.

## Membres

### Membres actuels
- Mika Tauriainen - chant
- Tom Mikkola - guitare
- Jaani Kähkönen - guitare
- Joni Miettinen - basse
- Aksu Hanttu - batterie

### Anciens membres
- Riitta Heikkonen - clavier, chant (1997-2006)
- Teppo Taipale - basse (1995-1999)
- Panu Willman - chant, guitare (1997-1999)

## Discographie

### Albums studio
- 1999 : The Treasures Within Hearts
- 2001 : Gone
- 2002 : Time of Despair
- 2004 : diEversity
- 2006 : Fatal Design
- 2009 : Painstained
- 2010 : Rough ‘n’ Stripped
- 2015 : Chaotic Nation

### EP
- 2005 : Sliver

### Singles
- 2000 : New Dawn
- 2002 : The Pit
- 2004 : Bitter Sweet
- 2005 : Break Me
- 2006 : Surrender
- 2006 : Chameleon Halo
- 2009 : Strife
- 2015 : Plastic World

### Démos
- 1995 : Addicted to Homicidal Enjoyment (sous le nom de Kaamos)
- 1997 : Divine Infinity